# منطقة كلاريون كليبرتون

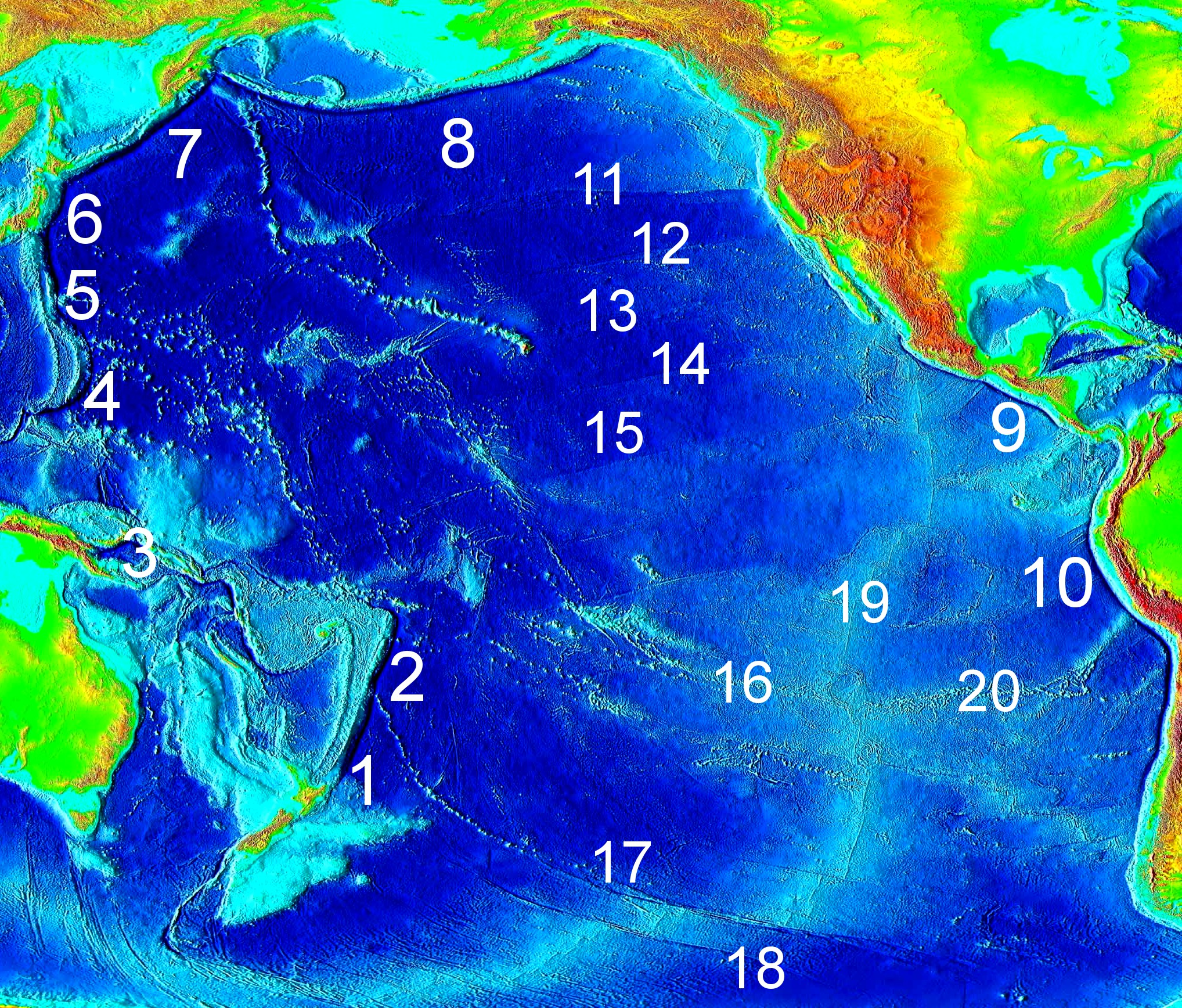
الخنادق الرئيسية في المحيط الهادئ (1-10) ومناطق الصدع (11-20). منطقة صدع كليبرتون (15) هي الخط شبه الأفقي أسفل منطقة صدع كلاريون (14)، وخندق أمريكا الوسطى هو الخط الأزرق الداكن رقم 9.

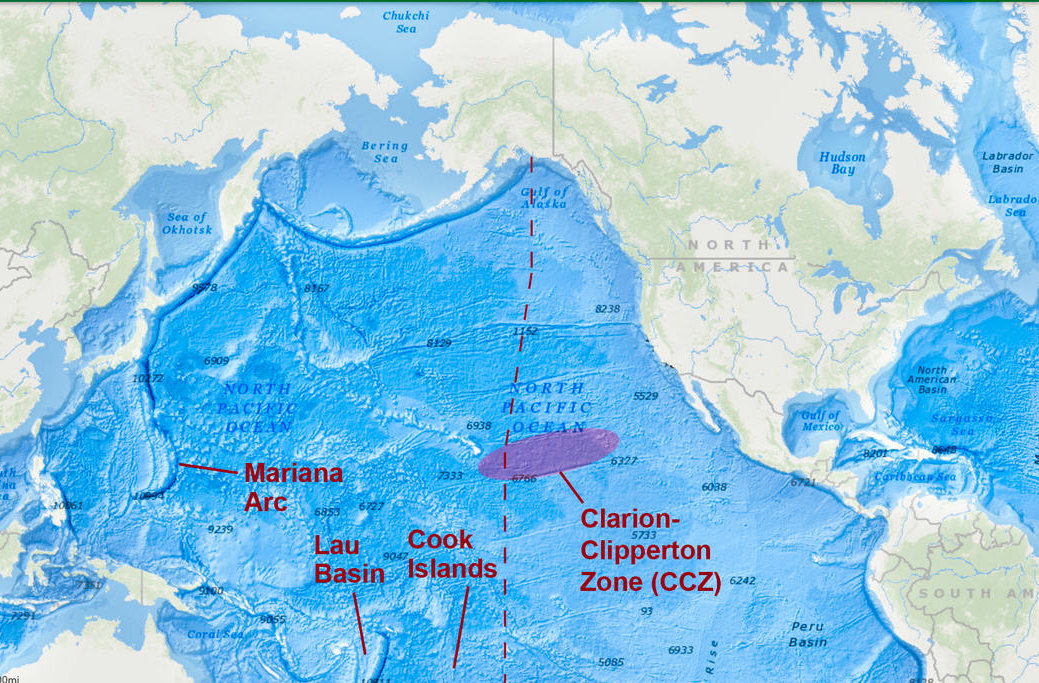
موقع منطقة كلاريون كليبرتون

منطقة كلاريون كليبرتون (بالإنجليزية: Clarion–Clipperton zone، واختصارًا: CCZ) أو منطقة صدع كلاريون كليبرتون، هي منطقة إدارة بيئية في المحيط الهادئ، تقع تحت إشراف السلطة الدولية لقاع البحار (ISA). وتشمل صدع كلاريون وصدع كليبرتون، وهما من التشكيلات الجيولوجية الواقعة تحت سطح البحر المعروفة بمناطق الصدوع. ويُعد كل من كلاريون وكليبرتون من بين أكبر خمسة خطوط ممتدة في قاع شمال المحيط الهادئ، وقد اكتشفهما معهد سكريبس لعلم المحيطات سنة 1954. تكتسب المنطقة أهميتها باعتبارها أحد المواقع المرشحة لتعدين أعماق البحار، نظرًا لوفرة عقيدات المنغنيز فيها.
تمتد منطقة كلاريون كليبرتون على نحو 7,240 كيلومترًا (4,500 ميل) من الشرق إلى الغرب، وتغطي مساحة تُقارب 4.5 مليون كيلومتر مربع (1.7 مليون ميل مربع بين هاواي والمكسيك)، ويتراوح عمق المياه فيها ما بين 4 آلاف إلى 6 آلاف متر. أما الصدوع ذاتها، فهي تضاريس طبوغرافية جبلية على غير العادة.
وفي عام 2016، أظهرت الدراسات الاستكشافية لقاع المحيط في هذه المنطقة وجود تنوع وثراء واسعين في الحياة البحرية، فقد تبيّن أن أكثر من نصف الأنواع التي جُمعت كانت جديدة كليًا على العلم.

## التعدين
تصنف منطقة كلاريون كليبرتون على أنها هدف أساسي للتعدين في أعماق البحار. إذ يحتوي قاعها على أكثر من 21 مليار طن من عقيدات المعادن المهمة مثل المنغنيز (5.95 مليار طن)، والنيكل (0.27 مليار طن)، والنحاس (0.23 مليار طن)، بالإضافة إلى الجبال البحرية الغنية بالكوبالت (0.05 مليار طن). تتولى السلطة الدولية لقاع البحار (ISA) مهمة تنظيم عملية التعدين العميق في المنطقة، نظرًا لأنها تقع خارج نطاق السلطة القضائية لأي دولة. والجدير بالذكر أنها منحت 16 عقد استكشاف لأطراف مقاولة في منطقة كلاريون كليبورن، مما يسمح لهم في النهاية بتقييم فرص التعدين داخل المنطقة المخصصة لهم الممتدة على مساحة تقارب مليون كيلومتر مربع (390 ألف ميل مربع). كما تم تخصيص تسع مناطق أخرى، تغطي كل منها مساحة 160 ألف كيلومتر مربع (62 ألف ميل مربع)، للحفظ.

## المخاوف البيئية
يشعر الكثير من أعضاء مجتمع العلوم البحرية بالقلق إزاء الآثار المحتملة لإزعاج قاع البحر بهذه الطريقة. ففي تلك الأعماق، تكون العقيدات هي الركيزة الصلبة الوحيدة الموجودة في قاع البحر؛ ومن ثم فهي بمثابة مرساة للحيوانات الضخمة وتوفر ملاذًا آمنًا للمخلوقات البحرية الصغيرة. يُقدّر الباحثون أن ما بين 88% إلى 92% من الأنواع البحرية التي تعيش في هذه المنطقة لا تزال غير مُكتشفة، ويُرجَّح أن الكثير منها يمتلك إمكانات علاجية هائلة. والكثير من هذه الأنواع التي تعيش في البيئات البحرية العميقة لا توجد في أي مكان آخر على وجه الأرض. وقد يعرِّض أي اضطراب في موطن أحدها إلى انقراض أنواع بأكملها.
تناقش الأطراف المعنية إيجابيات وسلبيات التعدين في المحيطات، إلّا إن الإجماع العام يشير إلى أن نشاط الاستغلال في تلك المنطقة يجب أن يكون محدودًا ومنظمًا بشكل كبير للحماية من الأضرار التى لا يمكن إصلاحها. وفي هذا السياق اقترح مقاولو الصناعة، مثل شركة ديب غرين، تخصيص مساحة تتراوح ما بين 10 إلى 30% من مناطق التعدين الخاصة بالمقاولين كمناطق محظورة ذات أهمية بيئية خاصة.